# Melchiorova kaple
Melchiorova kaple (také Fischerova kaple, německy Malchers Kapelle či Fischers Kapelle), podle zasvěcení kaple Svaté rodiny, stála při polní cestě v horních Mikulášovicích. Roku 1733 ji dal postavit člen místního náboženského bratrstva Melchior Wäber. Zanikla v období po druhé světové válce.

## Historie
Nevelkou polní kapli zasvěcenou Svaté rodině nechal v horních Mikulášovicích postavit roku 1733 Melchior Wäber, člen místního náboženského Bratrstva Bolestné Matky Boží pod černým škapulířem. Kaple byla po smrti zakladatele a zrušení bratrstva udržována dobrovolníky ze sousedství. Ve 20. století získala označení Fischers Kapelle podle majitele pozemku a přilehlého statku čp. 102 (zbořený). Po druhé světové válce a následném vysídlení původních obyvatel zmizel nenávratně její inventář. Kaple nebyla udržována, postupně chátrala, až beze zbytku zanikla. Ve 21. století ji připomínají jen dvě lípy a stavební parcela o rozloze 7 m2, která je v soukromém vlastnictví (zemědělská společnost). Kaple nebyla před svým zánikem památkově chráněná.

## Popis
Podle dochovaného soupisu kaplí z 30. let 19. století byla kaple malá, postavená z kamene a krytá šindelovou střechou. Uvnitř kaple stál malý dřevěný oltář s obrazem Svaté rodiny, na zdech viselo několik obyčejných obrázků.

## Galerie

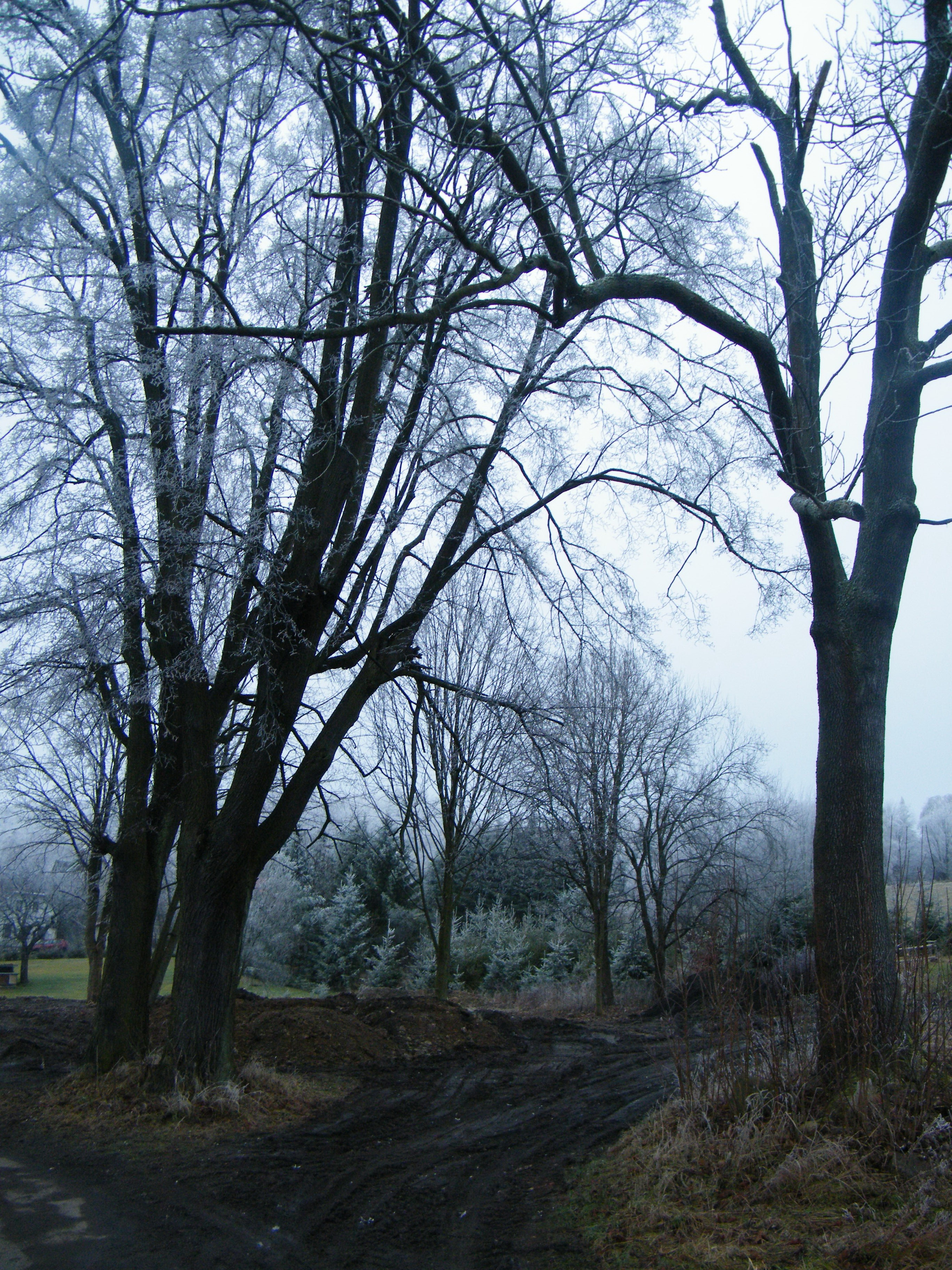
Místo, kde kaple stála (2013)
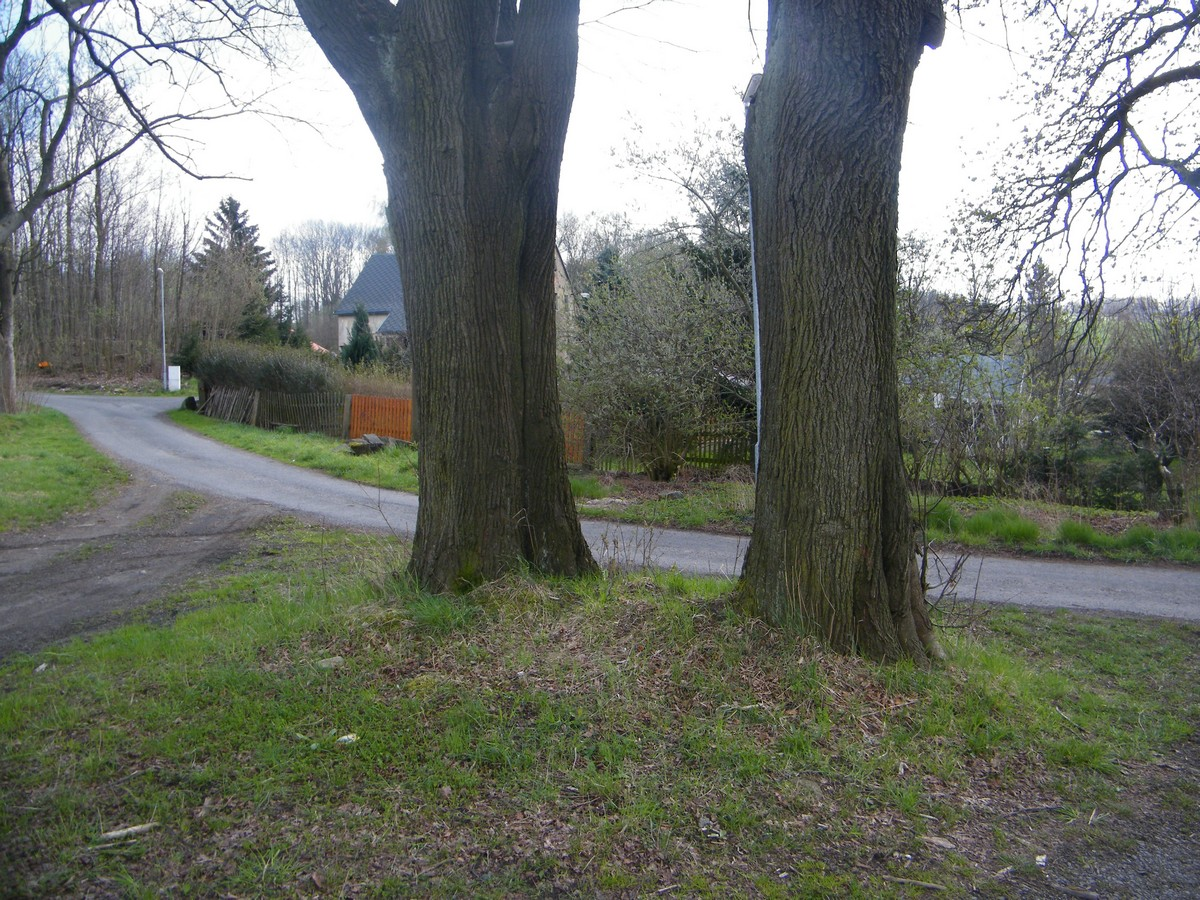
Zadní pohled k bývalé kapli (2016)